# 國立臺灣大學人文大樓
國立臺灣大學人文館，是位於臺北市國立臺灣大學的校園建築，由國立臺灣大學文學院使用。原址為洞洞館的哲學系與人類學系系館。
人文館為文學院外國語文學系、哲學系、人類學系、日本語文學系、語言學研究所、臺灣文學研究所六系所的使用空間。為因應文學院空間不足、系所位置過於分散而籌劃興建。興建過程經歷阻礙，包括經費不足、土地選擇問題以及建築設計爭議。2018年取得建造執照，隔年動工，2024年完工。完工後獲得當年臺灣建築獎、中華建築金石獎之「金石首獎」、混凝土工程優良獎之特優，等多項建築獎。

## 背景

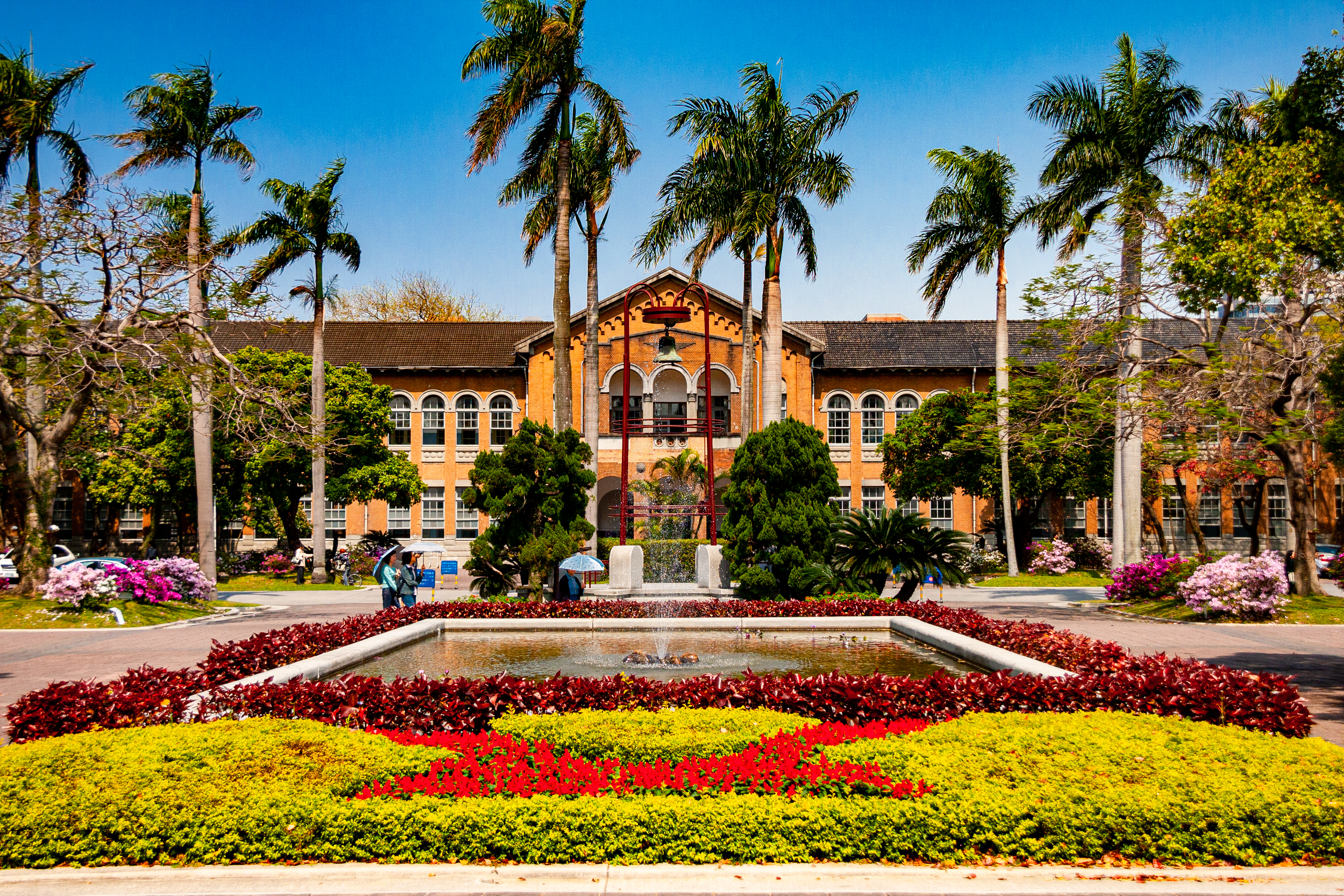
台大文學院院館，原臺北帝國大學文政學部舊址，為市定古蹟

臺北帝國大學之文政學部為現今台大的文學院、社會科學院與法律學院的前身，那時文政學部的位置就位於現今的文學院及校史館一帶。1945年台北帝國大學改制國立臺灣大學之後，文政學部分為文學院及法學院；其中文學院留在原處，而法學院則遷至舊台北商專的位置，後來成為社會科學院以及法律學院。
文學院成立時只有中文系、歷史系、哲學系三系，後來陸續設立了外國文學系（今外國語文學系）、考古人類學系（今人類學系）、圖書館學系（今圖書資訊學系）、日本語文學系、戲劇系與藝術史、語言學、音樂學、台灣文學四個研究所以及視聽教育館、語文中心兩個附屬單位，其教職員與學生人數增加了非常多，因此原本的文學院已經不敷使用。
為了因應，考古人類學系在洞洞館剛竣工時便搬了進去；1988年農經系和農推系新大樓建成搬離，哲學系因此遷入洞洞館。戲劇系則於後來遷至一號館一樓；圖書資訊學系系館則使用原研究生圖書館，該址位於第一學生活動中心附近，距離文學院較遠；外文系、日文系、中文系、歷史系則得共同使用文學院與校史館。

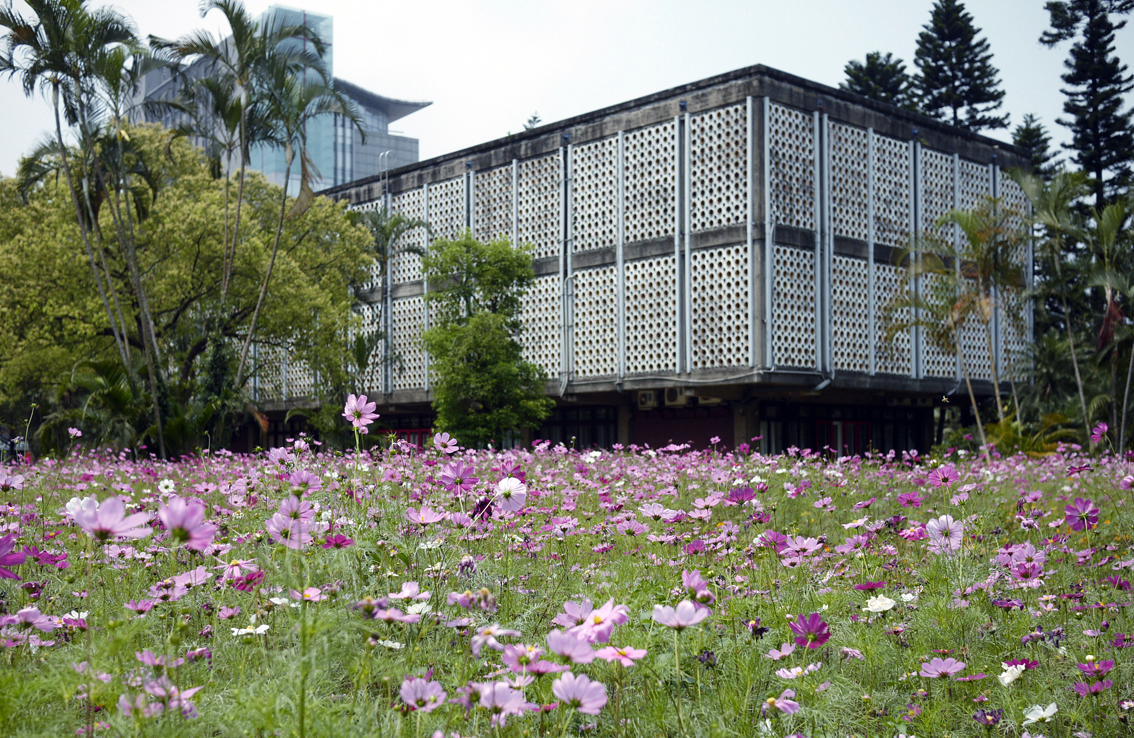
人文大樓預定地草坪以及後方農業陳列館

鑑於文學院空間不足以及院內系所空間分散校園各處，臺大校園規劃小組便在1995年「國立臺灣大學校園規劃報告書」規劃將洞洞館區作為文學院未來興建大樓的預定基地之一。文學院在1994年院務會議討論未來空間規劃方案，並於2004年向臺大校園規劃小組的委員會提出興建人文藝術大樓。當時方案分為一號館與二號館，分別興建於舊地理系館及洞洞館，然而該計畫因經費不足無法進行。
人文大樓的興建目的主要有三點：
1. 解決文學院空間嚴重不足問題；
2. 將系所集中，有利交流與研究教學；
3. 落實臺大博物館群校園空間規劃：人文大樓完工後，日文系遷出舊總圖書館（校史館）遷至新大樓，空出的空間，拿來存放展示人類學系保藏的珍貴文物。此外，文學院可經過一些整修，成為收藏其他系所珍藏資料的處所。[7]

文學院在2004年提出了興建人文大樓構想後，陸續獲得外界捐款。2006年6月18日，校友施崇棠捐贈5.4億元資助興建人文大樓，使得建築經費問題得以部分解決，人文大樓的興建因此得以進行。校方也於接受捐款時，同意將人文大樓的設計與營造交由施崇棠資助成立的財團法人觀樹教育基金會執行。觀樹基金會則與竹間聯合建築師事務所合作，由建築師簡學義設計人文大樓。

## 爭議

### 洞洞館拆除
當初決定將洞洞館作為人文大樓預定地，是考量到了洞洞館本身存在的一些問題：
- 外部為洞形陶管水泥外牆，使用者自內向外瞻望受到阻礙，人與外部環境感覺受到了隔絕
- 採光不足且溫度悶熱，必須浪費許多能源和經費在照明與空調設備上
- 通風不良，導致空氣品質差
- 頂樓容易有漏水的問題
- 缺乏安全逃生通道[7]

當校方接受5.4億元捐款後，即將拆除洞洞館時引起部分學生與教授的反彈。他們反對拆除這三棟具有歷史的建物，甚至認為這是校方向錢低頭的表現。最後經過台北市政府文化局的文化資產認定協調後，決定將洞洞館拆二留一，北側農業陳列館被列為臺北市歷史建築而得以保存，人類系館及哲學系館則予以拆除。然而保留農業陳列館縮限了人文大樓的基地面積，成為影響建築師高樓層數設計以解決空間問題的其中一個因素。
哲學系與人類學系也因此被迫暫時遷至水源校區，以舊國防醫學院的大樓做為臨時系館，然而由於房舍老舊，安全條件並沒有很好。2010年11月19日，位於水源校區的系館，一樓殘障廁所天花板突然崩落。經過後續調查後發現有49處天花板的混凝土有崩落的可能。基於人類學系和哲學系師生的安全考量，這似乎成為人文大樓之興建更具正當性與急迫性的原因；但有人呼籲，人文大樓之興建和水源系館的安全問題是兩個不必然相干的議題，校方應針對水源系館予以修繕，而對於人文大樓的興建與否仍須經過審慎協調與考量。

### 建築設計
人文大樓的興建位置緊鄰臺大校門口，因此其建築設計包括高度、內部空間規劃、是否具人文素養等等便容易受到討論與引起爭議。
- 建築師簡學義最初的設計構想是蓋三棟分別為十樓、七樓、五樓的建築，因為建物高度會造成校門口天際線的改變，所以引起了討論。[8]
- 2009年「設計構想研討會」，漢寶德教授曾提出建議：「橫豎會是一個古怪的東西，不如在靠大門處蓋一個新高樓地標，讓其他側能與旁邊配合得更好」。因為這項建議，導致第四個方案的產生。第四個方案將大樓的樓層數增加到23層樓，顯示設計師聽取漢寶德意見後，對「高樓」的顧忌大減。這一次方案在內部空間上也受到一些批評，包括教授研究室呈長條狀產生空間上的壓迫與不方便，還有不必要的加入剪力牆設計，以及缺乏特定的公共聯誼空間等等。最後，因為此方案所需經費過多，只好宣告失敗。[12]
- 2012年6月13日，人文大樓工程第十號案說明會於文學院演講廳召開，會議中提出「降低樓層」、「系所一體，功能合併」及「增加公共空間」等三項調整，希望符合大眾的期待。此外，也納入了綠建築的計劃，到了第十號案，已經有自然採光、建築外殼低耗能、空中花園、植物栽種、景觀水池、雨水再利用及多層次數目等規劃，也會將分離式冷氣安裝於教授研究室中，並改善大樓通風設備，陸續加入其他環保構想。[13]
- 設計人文大樓的很大難處便在於如何和附近建築物取得和諧，如何與農業陳列館在建築上相得益彰，以及如何將此建築賦予「人文素養」，如何營造「台大校門意象」。有些人認為建築師的設計不具人文素養，而建築師則認為自己是希望透過現代主義建築傳遞「人文精神」，展現「當代性」並且連結跟老建築的關係。如此一來，便產生了「一個人文，『各自表述』」的情況。畢竟每個人都有一套自己的美學觀點，因此想要形成共識，只有經過不斷的討論與協調才可能做到。[12]

### 意見溝通
由於人文大樓建案的建築師是由捐贈單位所指定，因此設計案一開始就喪失了更多元性的可能性，討論與溝通便顯得格外重要。但在規劃過程中，是否能有足夠的討論時間與效率，一直飽受爭議。溝通為何會引起爭議？「資訊取得不易」、「沒有達到成果的說明會、公聽會」以及「意見沒辦法有效匯整與傳達」也許為其中的三項原因。
儘管校方曾舉辦幾場說明會與對談會，如2011年11月25日的「人文大樓的理性對談」，但真正能被注意到的參與人員似乎只有院長、系主任、少數幾位教授等人，許多老師與學生的意見很難被傳達，這可能是因為他們沒有足夠的管道取得關於人文大樓的資訊，因此難以對這個建案有全面的了解。因此，對於人文大樓的建案資訊，有些教職員與學生認為校方提供的確實溝通管道不足。此外，儘管會議記錄一筆又一筆，但到了最後這些意見常常也難以形成交集與結論。

## 照片集

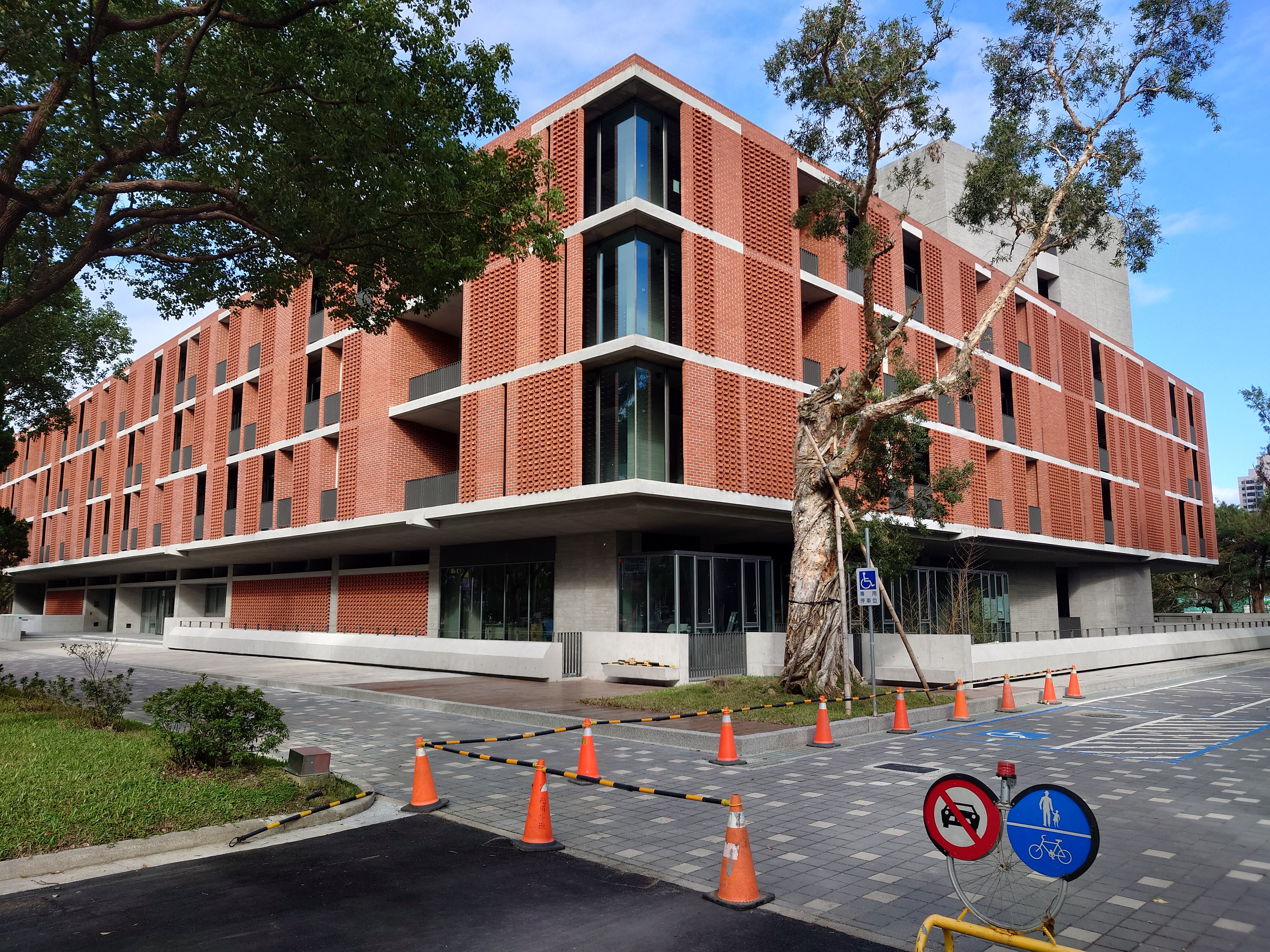
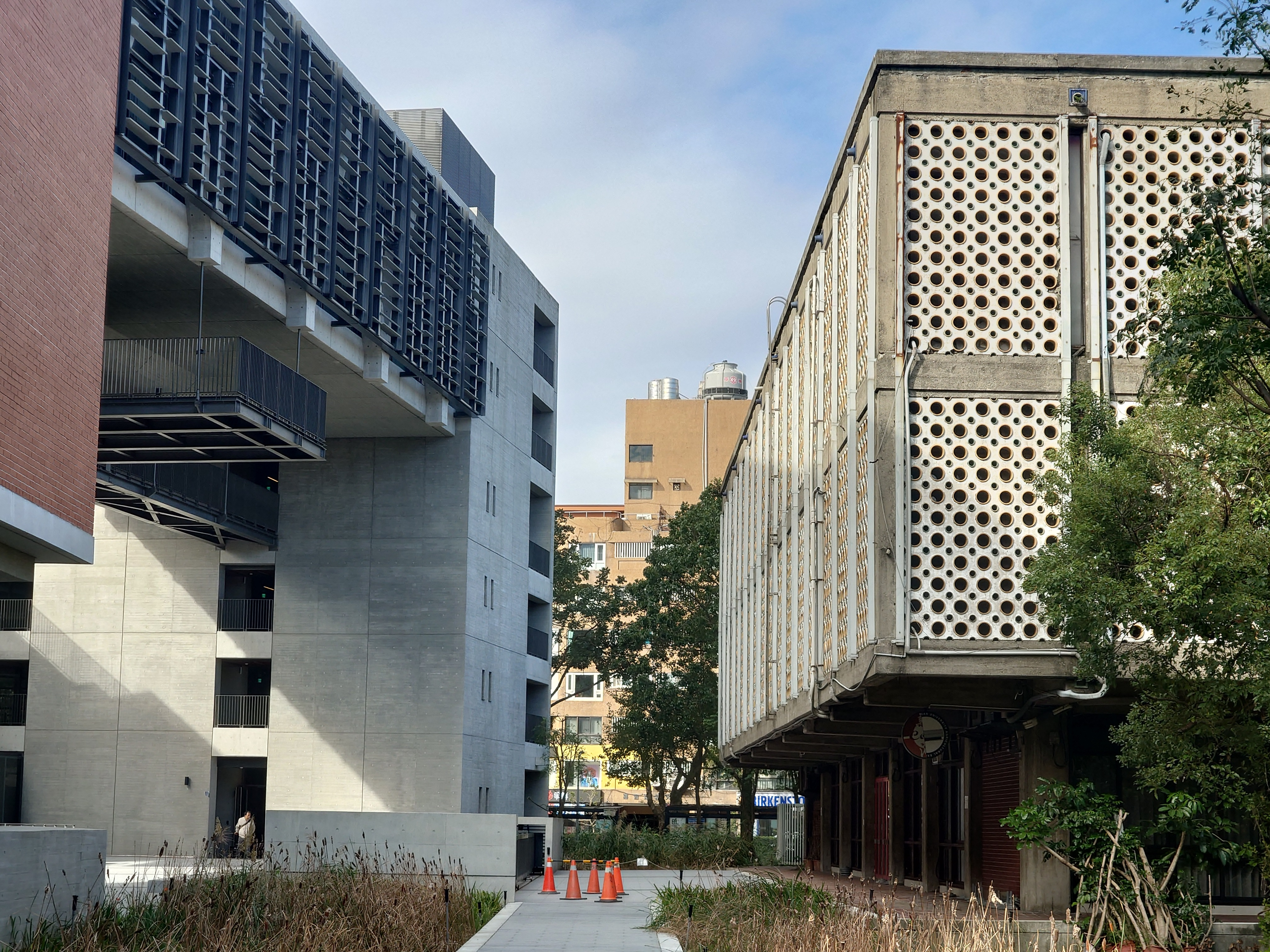
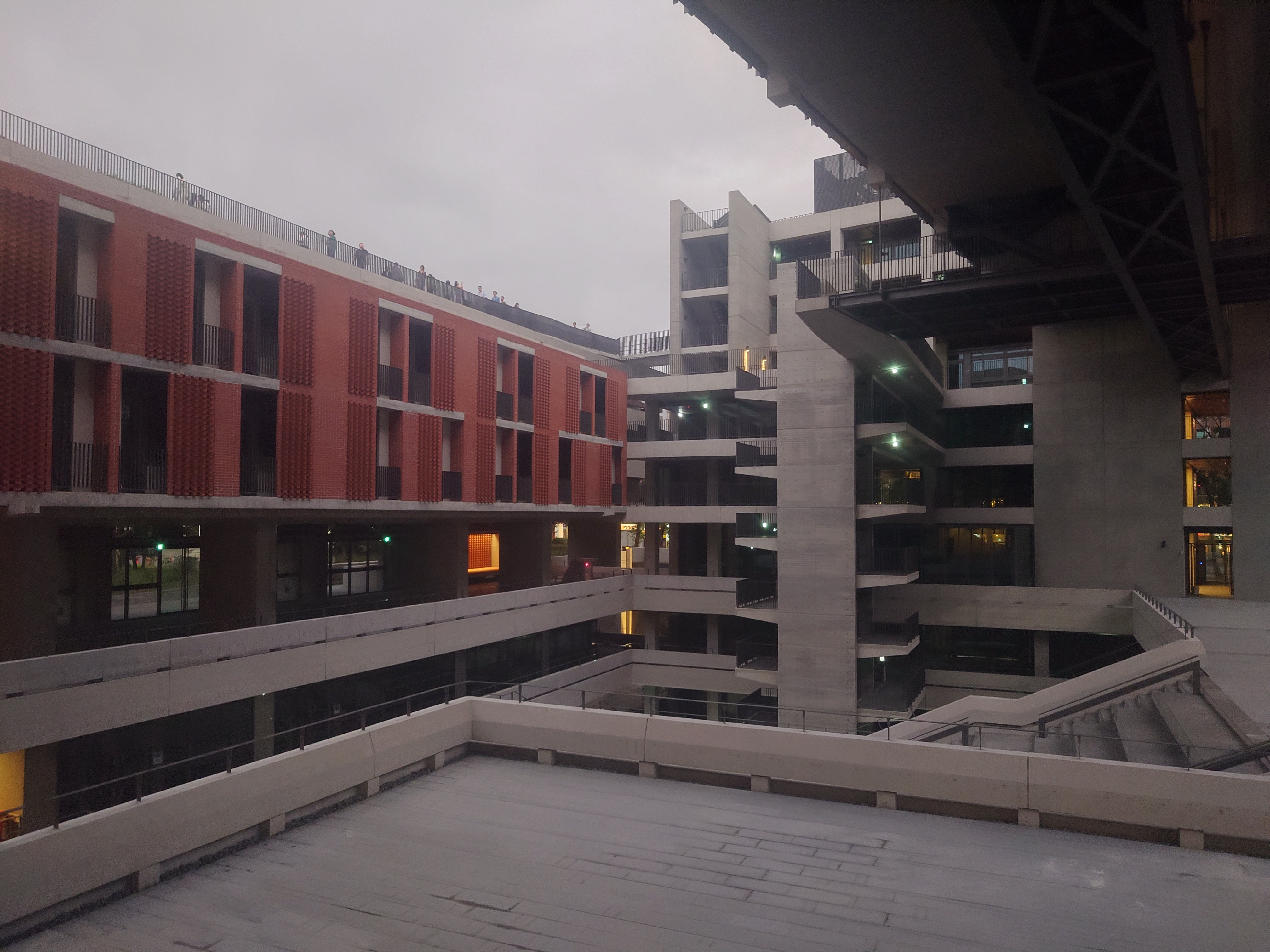
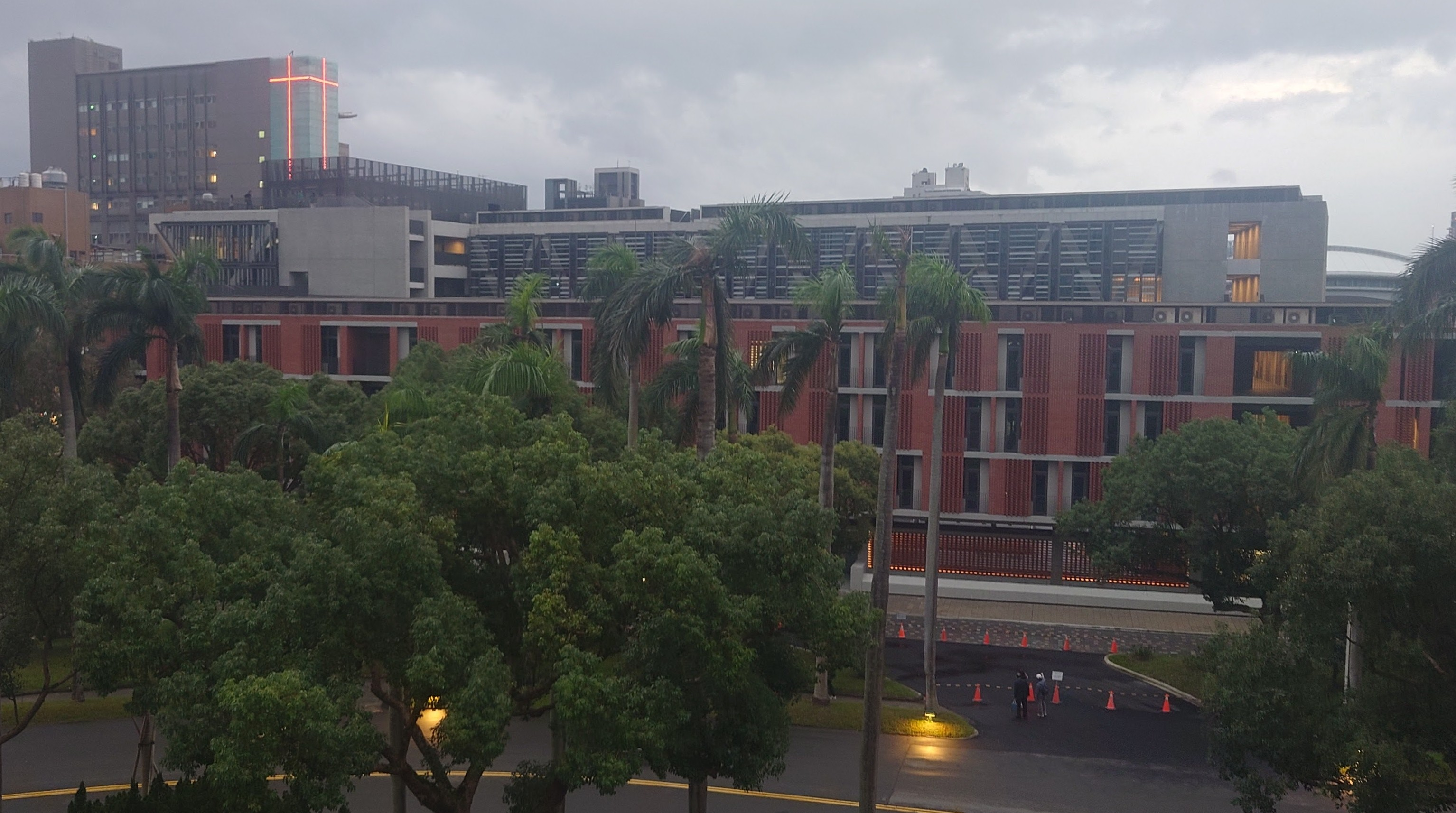
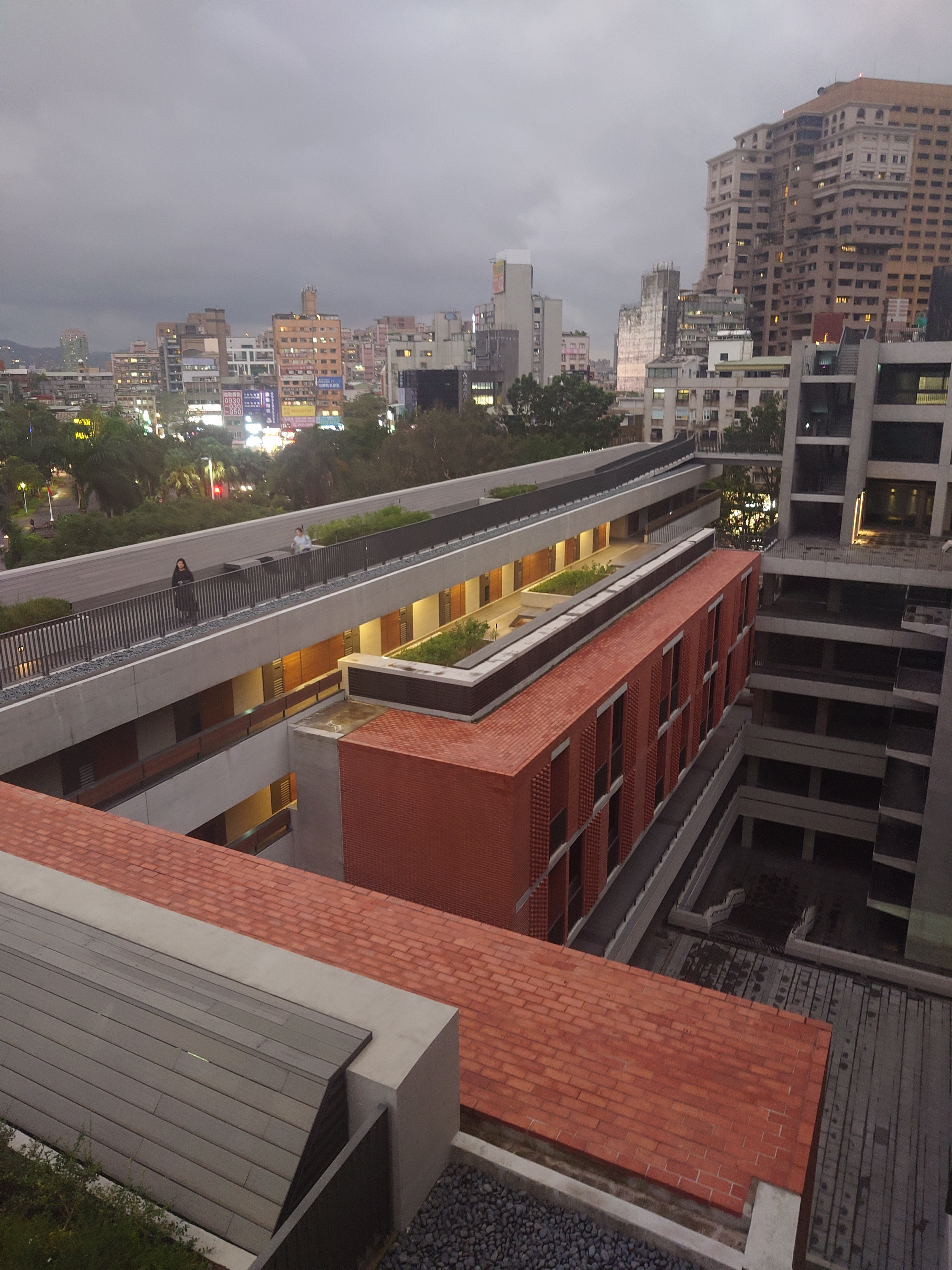
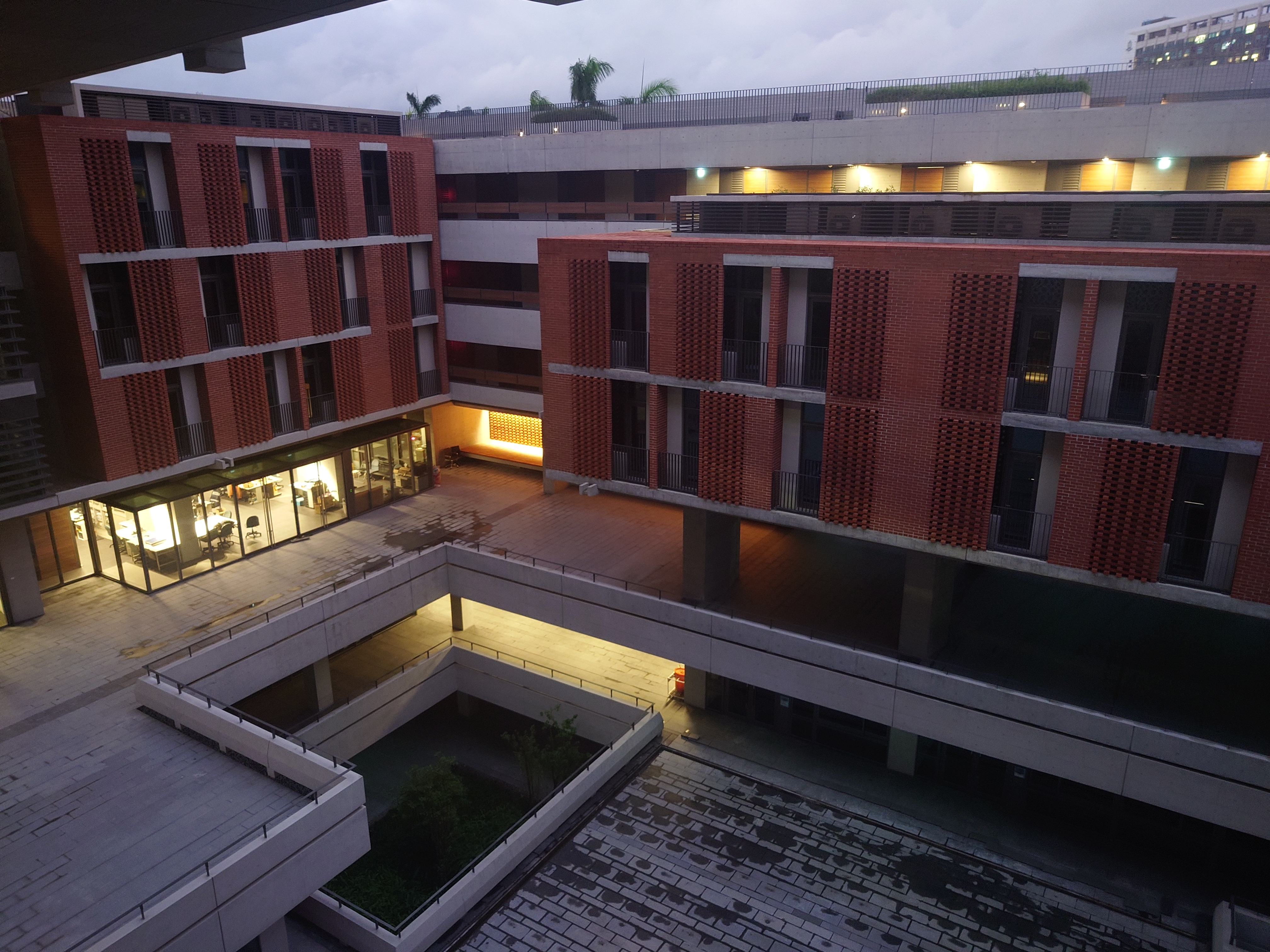

## 相關連結
- 國立臺灣大學文學院
- 國立臺灣大學農業陳列館

## 外部連結
- 國立台灣大學人文館興建工程官方網站（繁體中文）（页面存档备份，存于）
- 國立臺灣大學人文大樓的Facebook專頁（繁體中文）